# 绍伦
绍伦是德国下萨克森州的一个市镇。总面积20.41平方公里，总人口777人，其中男性397人，女性380人（2011年12月31日），人口密度38人/平方公里。